# Colonia Benito Juárez, Tula de Allende
Colonia Benito Juárez är en ort i Mexiko.   Den ligger i kommunen Tula de Allende och delstaten Hidalgo, i den sydöstra delen av landet, 80 km norr om huvudstaden Mexico City. Colonia Benito Juárez ligger 2 073 meter över havet och antalet invånare är 562.
Terrängen runt Colonia Benito Juárez är platt åt nordost, men åt sydväst är den kuperad. Runt Colonia Benito Juárez är det ganska tätbefolkat, med 185 invånare per kvadratkilometer. Närmaste större samhälle är San Marcos, 4,5 km söder om Colonia Benito Juárez. Omgivningarna runt Colonia Benito Juárez är en mosaik av jordbruksmark och naturlig växtlighet.